# Pukará de Lasana
Der Pukará de Lasana ist eine historische Wohn- und Fluchtburg der Atacameños zehn Kilometer nördlich von Chiu-Chiu, am Oberlauf des Río Loa, in der Kommune Calama, Chile.
Es wird angenommen, dass der Pukará für 500 Personen ausgelegt war. Innerhalb einer Umfriedung gab es Häuser und Silos für Lebensmittel. Zum Bauen wurden in der Umgebung verfügbare Materialien verwendet. Mauerwerk wurde mit unbearbeiteten Bruchsteinen und Lehm errichtet. Die Dachstrukturen bestanden aus Holz von Kaktus, Algarrobo oder Chañar. Als Dachabdeckung diente Lehm. Die Wege in der Anlage sind serpentinenartig ausgeführt um ein schnelles Eindringen zu erschweren.